# Nicolas Magon de La Villehuchet
Pour les autres membres de la famille, voir Famille Magon.
Nicolas Magon de la Villehuchet (né le 15 mars 1760 à Saint-Malo, décédé le 10 mai 1843 à Saint-Malo), est un homme d'affaires malouin.

## Biographie
Son père Nicolas-François Magon de la Villehuchet, né le 22 octobre 1727 à Saint-Malo et marié le 24 octobre 1758 à Saint-Malo avec Calixte Julienne Nouail de la Villegille, était négociant de Saint-Malo (1758-1793) qui a participé au XVIIIe siècle à la conquête de la Géorgie aux États-Unis, et a été mis en cause dans les conspirations à l'époque de la Révolution française et exécuté à Paris en 1794.
Nicolas Magon était un parent de François-Auguste Magon de la Lande, directeur de la Compagnie des Indes orientales, armateur et corsaire sous Louis XIV, qui avait fait construire en 1724 le vaste hôtel Magon de la Lande dit hôtel d'Asfeld, à Saint-Malo, au 5 rue d'Asfled, 4 rue de Toulouse et 2 rue Chartres. Lui-même est l'un des deux fils de Jean Magon de la Lande (1641-1709), avec Luc Magon de la Balue, armateur comme son père. 
La famille était aussi propriétaire d'une malouinière, la malouinière de la Chipaudière à Paramé et d'une autre La Balue, venant de la branche aînée, celle de Nicolas Magon I de La Chipaudière (1644-1670).
Il épousa en 1801 Françoise André Marie de Bizien du Lézard, née en 1775 et sœur d'Auguste Jean-Marie Bizien du Lézard, qui lui donna quatre enfants, dont l'un a vécu en Géorgie.
- Eugène (1808-1880), marié à Mlle Le Gobien du Boismartin (nièce de Pierre Le Gobien et d'Isidore de Penfentenyo de Cheffontaines)
- Gaspard (1813-)
- Louise (1818-1909), mariée à Émile Pierre Marie de Porcaro

Nicolas Magon de la Villehuchet faisait partie des associés pour la colonisation et le partage des îles Sapelo et Blackbeard, en Géorgie, aux États-Unis, juste en face de la colonie écossaise de Darien. Parmi les associés figuraient Charles Pierre César Picot de Boisfeuillet, Julien-Joseph Hyacinthe de Chappedelaine, François-Marie Louis Dumoussay de la Vauve et un jeune retraité de la Compagnie des Indes, Christophe Poulain Dubignon. Le capital de 240 000 livres vise à cultiver au départ 4 000 hectares. Très vite, la colonie englobe une autre île, Jekyll Island. Christophe Poulain Dubignon y restera planteur de coton jusqu'à sa mort à 86 ans, en 1825.
Plusieurs réfugiés français de Saint-Domingue en Amérique s'installèrent à Sapelo vers 1791. Parmi eux, Jean Bérard de Moquet, qui avait combattu dès 1785 aux côtés des Anglais lors de la guerre d'indépendance américaine et Denis Nicolas Cottineau de Kerloguen, officier de marine français, héros de la révolution américaine, qui fut représentant de Saint-Domingue à Paris aux débuts de la Révolution française.